# Шелест, Игорь Анатольевич
Игорь Анатольевич Шелест (укр. Ігор Анатолійович Шеліст; род. 28 октября 1969) — советский и украинский футболист, вратарь. Мастер спорта Болгарии.

## Карьера игрока
Начал карьеру в 1987 году в составе херсонского «Кристалла», который выступал во Второй лиге СССР. После этого играл за любительский «Колос» из Осокоровки. Сезон 1992/93 провёл в «Сириусе» из Жёлтых Вод. В 1993 году присоединился к каховскому «Мелиоратору», в составе которого играл на протяжении года во Второй лиги Украины.
Летом 1994 года Шелест заключил соглашение с болгарским «Этыром», где в течение двух лет был основным вратарём. Принимал участие в четырёх матчах «Этыра» в Кубке Интертото. В июле 1996 года перешёл в софийский «Локомотив», в составе которого стоял в воротах в четырёх играх Кубка УЕФА, но в итоге основным вратарём команды не стал и покинул её.
В 2001 году он присоединился к второлиговому СК «Херсон», где провёл всего три официальных матча. После этого играл за любительские коллективы — каховский КЗЭСО (2002), херсонский «Текстильщик» (2002), цюрупинское «Динамо» (2003; 2004—2005), херсонский «Укрречфлот» (2003—2004), новокаховскую «Энергию» (2006), херсонские клубы «Кристалл» (2007), «Сигма» (2008) и «Херсон» (2011).

## Тренерская карьера
По завершении карьеры игрока начал тренерскую карьеру. Являлся тренером в ДЮСШ «Херсон». Владелец футбольного клуба «Херсон», зарегистрированного в 2007 году. В 2015 году получил диплом Федерации футбола Украины категории «С», который продлил спустя четыре года. Одним из его подопечных был вратарь Даниил Варакута.
В сезоне 2020/21 являлся тренером команды игроков до 17 лет в ДЮСШ «Херсон».
В январе 2021 года стал тренером вратарей херсонского «Кристалла», где вошёл в тренерский штаб под руководством Сергея Шевченко

## Общественная деятельность
Член политической партии «Отчизна» (укр. «Вітчизна»). На местных выборах 2010 года баллотировался по списку «Отчизны» в Херсонский городской совет.